# Margaret Singer
Pour les articles homonymes, voir Singer.
Margaret Thaler Singer, née à Denver le 29 juillet 1921 et décédée le 23 novembre 2003 à Berkeley est un psychiatre et un professeur émérite en psychologie à l'université de Californie à Berkeley.
Pendant les années 1950 elle s'intéresse au lavage de cerveau en étudiant les soldats américains ayant été faits prisonniers en Corée. À partir des années 1960 elle s'intéresse aux sectes. C'est ce sujet qui lui offrira une véritable célébrité populaire notamment avec le livre Cults in Our Midst dont elle est coauteur et qui définit les sectes comme : coordinated programs of coercive influence and behavioral control. Elle s'investit notamment dans l'American Family Foundation.

## Ouvrages
- Cults in our Midst, 1995,  (ISBN 0787900516)
- Crazy Therapies : What Are They? Do They Work? 1996,  (ISBN 0787902780)